# Dominance apicale

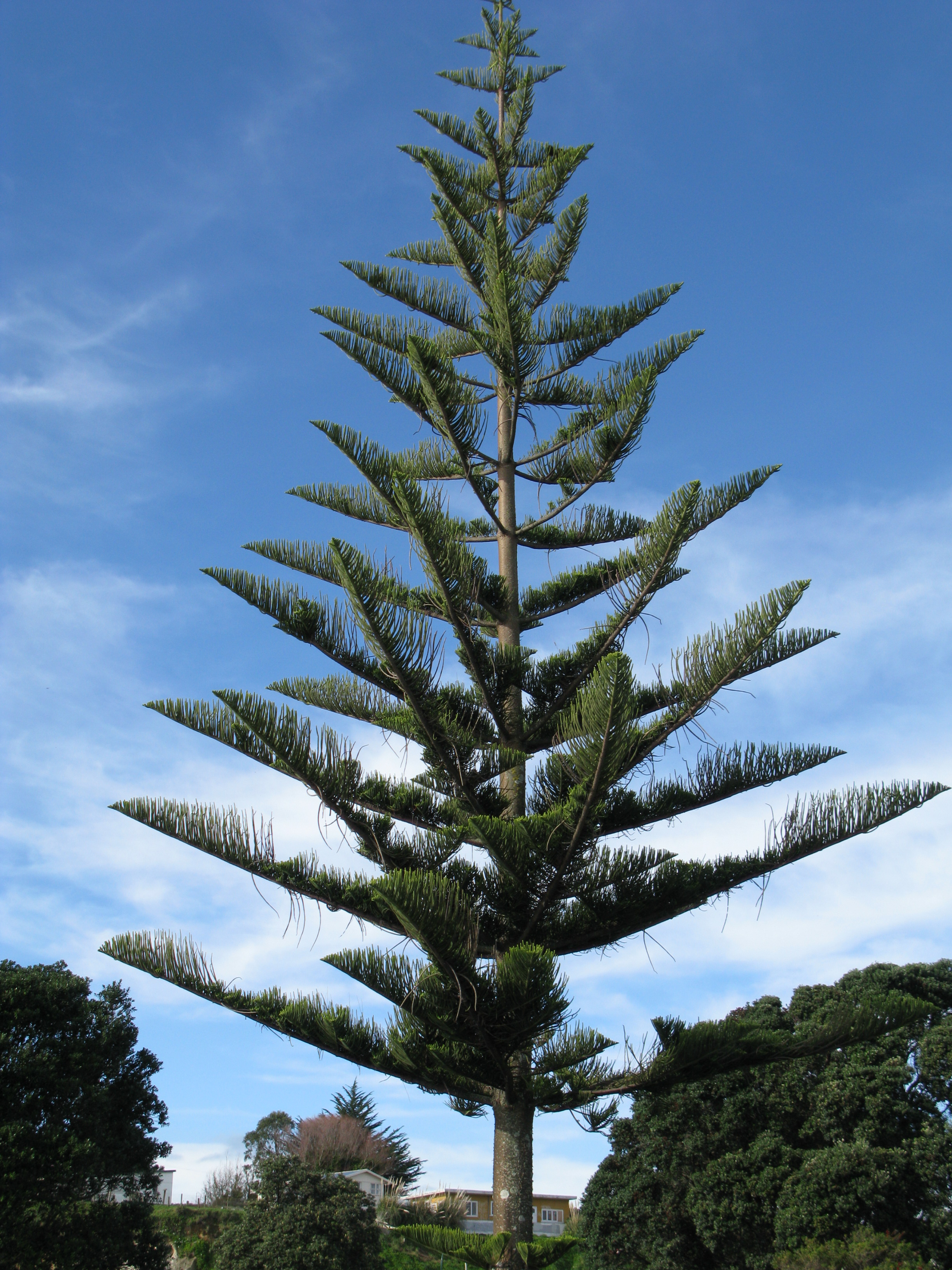
Beaucoup de conifères montrent une forte dominance apicale

La dominance apicale est le phénomène par lequel l'axe principal d'une plante croit plus vite que ses ramifications. 
Ce phénomène est expliqué par l'inhibition des bourgeons latéraux par l'auxine, une phytohormone sécrétée par le bourgeon terminal. En effet, après être synthétisée par le bourgeon terminal, l'auxine est évacuée par le phloème, sa forte concentration dans les tissus conducteurs inhibe le développement des bourgeons axillaires à proximité.  
Cela permet à la plante de croître verticalement plutôt qu'horizontalement, ce qui est un avantage en termes de compétitivité puisque ce sont les plantes les plus hautes qui sont les plus susceptibles d'obtenir la lumière nécessaire à la photosynthèse. 
Lorsque des axes secondaires croissent aussi vite que l'axe vertical, les botanistes parlent de codominance.